# Synchiropus ijimae
Synchiropus ijimae es una especie de pez perciforme de la familia Callionymidae.

## Morfología
Los machos pueden llegar alcanzar los 10 cm de longitud total.

## Hábitat
Es un pez  de mar y de clima templado (18 °C-22 °C).

## Distribución
Se encuentra en el Japón y Corea del Sur.

## Relación con el hombre
Es inofensivo para el hombre.